# Berliner Sport-Verein 1892
Il Berliner Sport-Verein 1892 e. V. è una polisportiva tedesca, con sede nel quartiere Wilmersdorf della capitale Berlino.
La società venne fondata il 2 luglio 1892 con il nome Berliner Thor und Fußball-Club Britannia 1892 (abbreviato BTuFC Britannia 1892).
Conta 20 sezioni sportive differenti.

## Cronologia del nome
- 2 luglio 1892: fondazione come Berliner Thor und Fußball-Club (BTuFC) Britannia 1892
- 10 dicembre 1914: ridenominazione in Berliner SV 1892
- 1945: scioglimento e rifondazione come SG Wilmersdorf
- 1948: ripristino nome Berliner SV 1892

## Storia della sezione calcistica

### Gli inizi
A quattro anni dalla fondazione, il BTuFC Britannia, prese parte nel 1896-97 al neonato campionato, organizzato dall'Allgemeiner Deutscher Sport Bund (federazione calcistica dell'epoca pionieristica vissuta tra il 1894 ed il 1898) e lo vinse senza subire sconfitte. La stagione successiva concluse al secondo posto. Nel frattempo entrò anche nella Verband Deutscher Ballspielvereine (VDB) e ne giocò il rispettivo campionato, vincendolo.
Il Britannia appartiene agli 86 membri fondatori che il 28 gennaio 1900 fondarono la DFB.
In quei primi anni il club giocava le sue gare casalinghe, come la maggioranza dei club berlinesi, al Tempelhofer Feld. Nel 1901 si trasferì allo Sportpark di Friedenau, dove giocò per gli anni successivi.

### Finalista del campionato tedesco
Nella stagione 1902-03 il Britannia vinse nuovamente il titolo della Verband Berliner Ballspiel-Vereine (nuovo nome della Verband Deutscher Ballspielvereine) e poté prendere parte alle finali del primo campionato nazionale.
Nel torneo nazionale affrontò al primo turno il Lipsia e perse 3-1. Il Lipsia avrebbe poi conquistato il titolo. La stagione successiva arrivarono risultati migliori; partecipando come detentori del titolo VBB, vinto per la terza volta, eliminarono Karlsruher FV ed il SC Germania 1887 (un'antenata dell'attuale Amburgo) raggiungendo la finale. L'avversario, il 29 maggio 1904 avrebbe dovuto essere il Lipsia; tuttavia, una protesta sollevata dal Karlsruher FV, riguardante il fatto che la gara contro il Britannia si sarebbe dovuta giocare in campo neutro anziché sul terreno di casa dei berlinesi, fu accettata dalla DFB proprio la mattina della finale. La gara decisiva non venne dunque giocata e non fu assegnato alcun titolo.

### Ridenominazione
Fino allo scoppio della prima guerra mondiale il club visse tempi instabili; nella stagione 1908-09 giocò le gare casalinghe al Viktoria-Sportplatz di Mariendorf. L'anno dopo si trasferì nuovamente, al Britannia-Sportplatz di Schmargendorf.
La stagione 1913/14 si concluse con la prima retrocessione dalla massima serie berlinese. Dopo lo scoppio della guerra, la società BFC Fortuna 1894 confluì nel Britannia; il 10 dicembre 1914, sulla scia del crescente sentimento anti-britannico, la squadra cambiò nome in Berliner Sport-Verein 1892.

### Rinascita sportiva
Solamente nella stagione 1935-36, il BSV riuscì a ritornare agli antichi successi, vincendo la Gauliga Berlin-Brandenburg e qualificandosi per la fase finale del campionato, dove non riuscì a superare il primo turno. Vinse nuovamente la Gauliga due anni dopo, ma così come nel caso precedente, l'esperienza si conclude al primo turno. Nella stagione 1940-41 retrocesse; nel 1942-43, dopo aver riconquistato immediatamente la massima serie riuscì a vincere la Gauliga, qualificandosi alle finali di campionato, dove esce agli ottavi per mano dell'Holstein Kiel.
Dopo il crollo del Terzo Reich, tutte le associazioni sportive furono sciolte. Esistevano tuttavia gruppi sportivi che celavano in sé le vecchie società. Il SG Wilmersdorf era composto per la maggior parte da giocatori appartenenti al Berliner SV 92. Sotto tale nome partecipò ai primi tre campionati di Oberliga Berlin (il massimo campionato berlinese dopo la riorganizzazione dei campionati). Nel 1948 il club riuscì a riprendere la vecchia denominazione BSV 92.
Nel 1949 vinse il titolo di Oberliga, garantendosi l'accesso alla fase finale del campionato 1948-49, dove il Borussia Dortmund lo eliminò vincendo 5-0 ai quarti di finale. Nella stagione 1953-54 vinse per l'ultima volta l'Oberliga; nella fase finale del campionato nazionale 1953-54 si classificò terzo nel suo gruppo di qualificazione.

### Dalla nascita della Bundesliga ad oggi
Dopo la fondazione della Bundesliga, il BSV giocò fino alla stagione 1970-71 nella Regionalliga Berlin (all'epoca corrispondente alla seconda divisione nazionale). Nel 1971 partecipò, come campione della Amateurliga berlinese al campionato nazionale amatoriale. Dopo la riforma dei campionati del 1974, la Regionalliga Berlin fu sostituita dalla Amateur-Oberliga Berlin, divisione nella quale il BSV rimase fino alla retrocessione del 1979. Nel 1995 riuscì a centrare la promozione nella massima divisione del Land berlinese, la Verbandsliga Berlin, dove tuttavia rimase un solo anno.
Nella stagione 2009-2010, il BSV gioca nella Kreisliga A Berlin, corrispondente all'ottava divisione nazionale.

## Palmarès

### Competizioni regionali
- Oberliga Berlin: 2

1948-1949, 1953-1954
- Gauliga Berlin-Brandenburg: 3

1935-1936, 1937-1938, 1942-1943
- Campione del Land Berlino: 10

1897 (ADSB), 1898, 1903, 1904 (VDB/VBB), 1936, 1938, 1943, 1946 (come SG Wilmersdorf), 1949, 1954
- Coppa dello stato federale di Berlino: 2

1930, 1946 (come SG Wilmersdorf)

### Altri piazzamenti
- Gauliga Berlin-Brandenburg:

Secondo posto: 1936-1937

## Sezione di pallamano

### Palmarès

#### Trofei nazionali
- Campionato tedesco: 2
  - 1955-56, 1963-64.